# Maytenus laxiflora
Maytenus laxiflora är en benvedsväxtart som beskrevs av José Jéronimo Triana och Planch. Maytenus laxiflora ingår i släktet Maytenus och familjen Celastraceae. Inga underarter finns listade.